# Machacón
Machacón település Spanyolországban, Salamanca tartományban. Machacón Calvarrasa de Arriba, Calvarrasa de Abajo, Villagonzalo de Tormes és Encinas de Abajo községekkel határos. Lakosainak száma 445 fő (2024).

## Népesség
A település népessége az elmúlt években az alábbi módon változott:
| Lakosok száma | 533  | 514  | 519  | 501  | 461  | 454  | 449  | 454  | 442  | 445  |
|               | 2001 | 2004 | 2007 | 2009 | 2012 | 2014 | 2017 | 2019 | 2022 | 2024 |